# Afwillit
Afwillit là một khoáng chất chứa calci hiđrôxít silicat với công thức Ca3(SiO3OH)2·2H2O. Nó xuất hiện ở dạng như thủy tinh đơn sắc, không màu đến trắng, hệ tinh thể đơn nghiêng. Độ cứng của nó trên thang Mohs là giữa 3 và 4. Nó xuất hiện như thay đổi khoáng chất của đá vôi.. Nó xuất hiện với apophyllit, natrolit, thaumasit, merwinit, spurrit, gehlenit, ettringit,
portlandit, hillebrandit, foshagit, brucit và calcit.
Lần đầu tiên nó được mô tả năm 1925, xuất hiện trong mỏ Dutoitspan, Kimberley,Nam Phi và được đặt tên theo Alpheus Fuller Williams (1874-1953), một quan chức của công ty kim cương De Beers..
Afwillit thường được tìm thấy trong tĩnh mạch của spurrit và nó thuộc về phân lớp nesosilicat. Đó là đơn khối, nhóm không gian của nó là P2 và nhóm điểm của nó là 2.

## Sự hình thành afwillit
Người ta gợi ý rằng các dạng afwillit trong các mạch bị nứt của spurrit. Jennit, afwillite, oyelit và calcit là tất cả các khoáng chất hình thành trong các lớp trong các tĩnh mạch spurrit. Có vẻ như afwillit, cũng như calcit, hình thành từ chất lỏng lắng đọng. Các jennit thực sự là một thay đổi của afwillit, nhưng cả hai được hình thành từ calci silicat thông qua hydrat hóa. Các nghiên cứu trong phòng thí nghiệm xác định rằng afwillie hình thành ở nhiệt độ dưới 200 °C (392 °F), thường là khoảng 100 °C. Afwillit và spurrit được hình thành qua biến chất đá vôi. Liên hệ biến chất là do sự tương tác của đá với nhiệt và/hoặc chất lỏng từ một mắc mắc ma silic kết tinh gần đó.

### Cấu trúc và tính chất
Afwillit có cấu trúc monoclinic phức tạp và tứ diện silicon trong cấu trúc tinh thể được giữ lại bằng các liên kết hydro. Nó có độ phân giải hoàn hảo song song với độ lệch của nó (101) và độ phân giải kém song song với bề mặt (100) của nó. Nó là trục dọc và góc 2V của nó, đo từ một trục quang tới trục quang khác, là 50 - 56 độ. Khi xem dưới chất phân cực chéo trong kính hiển vi thạch học, nó sẽ hiển thị các màu da cam đầu tiên, tạo ra sự lưỡng chiết tối đa 0,0167 (được xác định bằng cách sử dụng biểu đồ Michel-Levy). Afwillite dương tính. Ngoài ra, nó có thói quen tinh thể lăng trụ. Dưới kính hiển vi afwillit trông giống như wollastonit -  trong cùng một nhóm như afwillit.
Awfillit bao gồm hai chuỗi gồm calci và polyhedral silic kết nối với nhau bằng cách chia sẻ góc và cạnh. Điều này gây ra các tấm liên tục để tạo thành song song với các chỉ số miller index [-101]. Các tấm được liên kết với nhau bằng các liên kết hydro và tất cả đều liên kết bởi các liên kết Ca-Si-O (Malik và Jeffery 1976). Mỗi nguyên tử calci có độ phối hợp gấp sáu lần với oxy, và silicon có phối hợp gấp bốn lần xung quanh oxy. Xung quanh mỗi silicon có một nhóm OH và có ba oxygen lân cận chúng. Silicon tứ diện được bố trí sao cho chúng có cùng cạnh với calci (1), và silic (2) chia sẻ các cạnh với các khối đa hình calci (2) và calci (3). Silicon tứ diện được tổ chức cùng nhau bởi nhóm OH và liên kết hydro xảy ra giữa hydro trong OH và tứ diện silicon. Sự liên kết hydro xảy ra vì ion dương, hydro, bị thu hút bởi các ion tích điện âm, trong trường hợp này là tứ diện silicon.

## Sự xuất hiện trong bê tông
Afwillit là một trong những calci silicat hình thành khi xi măng Portland tạo thành bê tông. Xi măng được tạo ra từ sự hydrat hóa các  di- và tri- calci silicat.